# Obelisco en homenaje a los médicos fallecidos por el COVID-19
El Obelisco en homenaje a los médicos fallecidos por el COVID-19 es una obra conmemorativa situada en la ciudad de Lima en honor al personal sanitario fallecido  como consecuencia de la pandemia de COVID-19.

## Historia

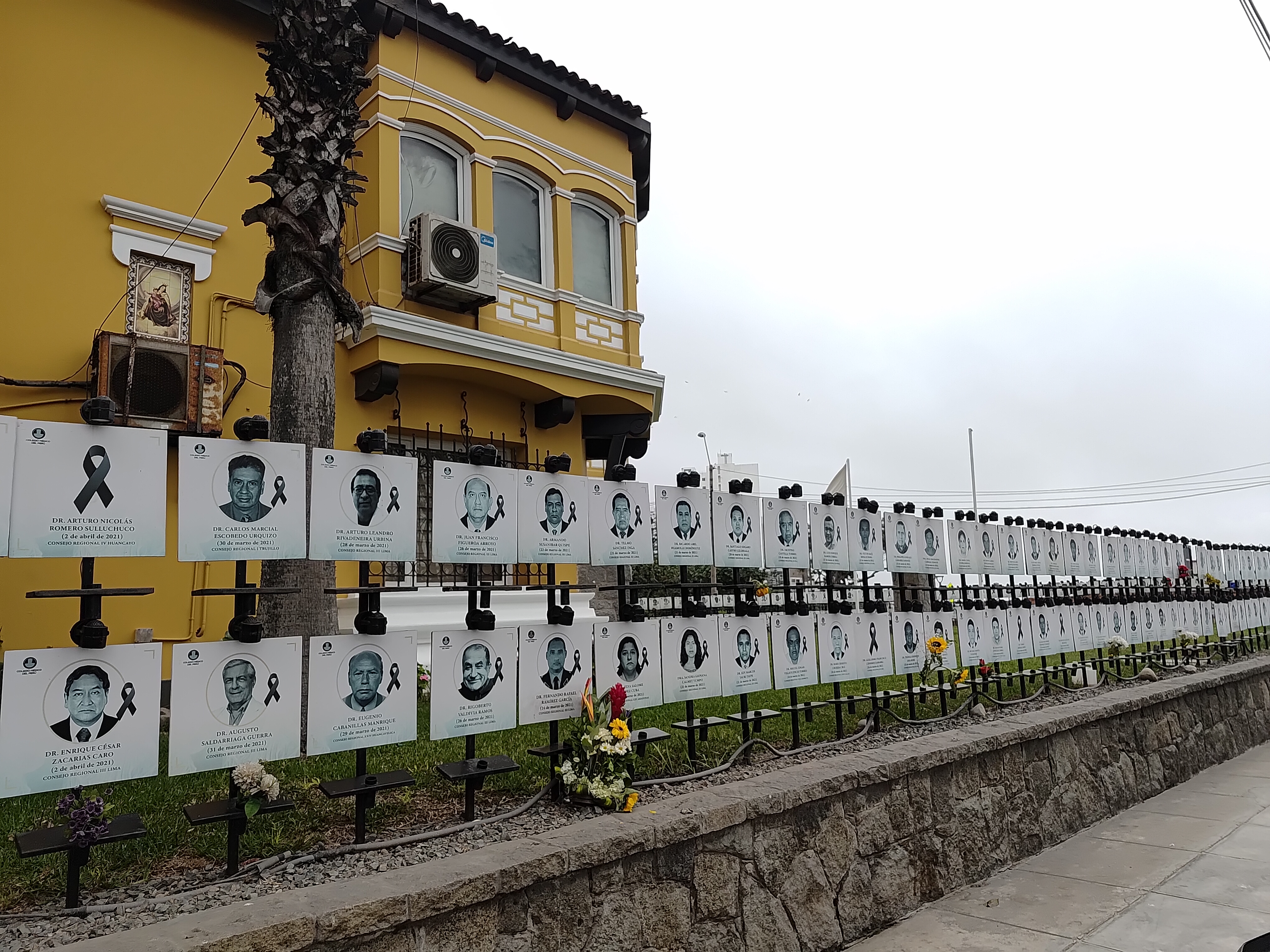
Imágenes de los médicos fallecidos durante la Pandemia del COVID-19 en Perú colocadas enfrente del obelisco.

Los homenajes realizados a los médicos y enfermeras fallecidas de la COVID-19 en Perú desde el inicio de la pandemia eran realizados en el local del Colegio Médico del Perú (CMP) en forma de una galería fotográfica. En julio de 2020 el alcalde del distrito de Miraflores informó que se construiría un monumento frente a la sede del CMP, en el Parque Domodósola en el Malecón de la Reserva.
El obelisco tendría una altura de 3.20 metros y sería inaugurado en agosto. La primera piedra fue puesta el 27 de julio de 2020 por el alcalde de Miraflores y representantes del Colegio Médico del Perú.

### Inauguración
El 13 de agosto de 2020 el obelisco fue inaugurado con la presencia del presidente de la República Martín Vizcarra, la ministra de Salud Pilar Mazzetti y personalidades del Colegio Médico del Perú. Vizcarra expresó lo siguiente:

Así vamos a honrar su memoria, ellos y sus familiares sentirán que su muerte ha sido honrada en la medida que recapacitemos y demos el sitial que corresponde a la salud.